# Brenda Starr, Reporter

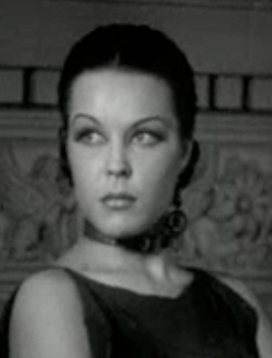
Joan Woodbury, que personifica “Brenda Starr” no seriado.

Brenda Starr, Reporter é um seriado estadunidense de 1945, gênero policial, dirigido por Wallace Fox, em 13 capítulos, estrelado por Joan Woodbury, Kane Richmond e Syd Saylor. Foi produzido e distribuído pela Columbia Pictures, e veiculou nos cinemas estadunidenses a partir de 26 de janeiro de 1945.
Foi o 25º entre os 57 seriados produzidos pela Columbia Pictures. Foi inspirado na personagem Brenda Starr das histórias em quadrinhos, criada por Dale Messick em 1940 para o Chicago Tribune Syndicate.

## Sinopse
A reporter do jornal Daily Flash, Brenda Starr (Joan Woodbury), e seu fotógrrafo Chuck Allen (Syd Saylor), são contratados para registrar uma ocorrência de incêndio em uma velha casa em que eles descobrem o ferido Joe Heller (Wheeler Oakman), um mafioso suspeito de roubar um quarto de milhão de dólares da folha de pagamento. O moribundo Heller diz a Brenda que alguém tomou sua mochila de dinheiro roubado e lhe dá uma mensagem codificada. Kruger (Jack Ingram), o bandido que atirou em Heller, escapa de seu esconderijo de gangues com a mochila, mas descobre que ela está cheia de papel, ao invés de dinheiro. A gangue, sabendo que Heller deu a Brenda uma mensagem codificada, faz muitas tentativas contra sua vida para levá-la a revelar onde Heller escondeu o dinheiro da folha de pagamento. Mas, graças a Chuck e ao Tenente da polícia Larry Farrel (Kane Richmond), ela foge deles, até que Pesky (William Billy Benedict), um office-boy do jornal, consegue decodificar a mensagem de Heller.

## Elenco
- Joan Woodbury … Brenda Starr. Woodbury interpretou papeis semelhantes em longas-metragens para a Columbia e a Monogram.[2]
- Kane Richmond … Tenente Lawrence Farrell
- Syd Saylor … Chuck Allen
- Joe Devlin … Tim
- Wheeler Oakman … Joe Heller/Lew Heller
- Cay Forrester … Vera Harvey
- Marion Burns … Zelda
- Lottie Harrison … Abretha
- George Meeker … Frank Smith
- Jack Ingram … Kruger
- Anthony Warde … Muller
- John Merton … Schultz

## Lançamento

### Cinema
A data de lançamento foi 26 de janeiro de 1945.

### Home media
Brenda Starr, Reporter foi um dos últimos seriados a ser disponibilizado para comercialização. Por muitos anos, foi considerado um seriado perdido, com apenas uma única cópia conhecida nas mãos de um colecionador privado. O seriado foi lançado em DVD pela VCI Entertainment em março de 2011.

## Recepção crítica
Cline escreve que Woodbury "conseguiu levar a história de um episódio para outro com fino estilo, deixando-se em risco apenas o suficiente para exigir Richmond com um resgate por semana... (ela) salvou com sua beleza e charme o que poderia ter sido o maior fiasco de Katzman, exceto por Who's Guilty?".

## Capítulos
1. Hot News
2. The Blazing Trap
3. Taken for a Ride
4. A Ghost Walks
5. The Big Boss Speaks
6. Man Hunt
7. Hideout of Terror
8. Killer at Large
9. Dark Magic
10. A Double-cross Backfires
11. On the Spot
12. Murder at Night
13. The Mystery of the Payroll

Fonte: